# 圣伊德方索堂 (塞维利亚)
圣伊德方索堂（西班牙语：Iglesia de San Ildefonso）是一座罗马天主教堂区教堂，位于西班牙塞维利亚的同名广场，奉托莱多的圣伊德方索为主保圣人，建造开始于1794年，完成于1841年，由朱利安·巴内西拉（Julián Barnecilla）设计，由建筑师何塞·埃查莫罗（José Echamorro）执行。
这座教堂采用当时的新古典主义建筑风格，以一种特殊的纪念碑式的姿态出现在城市的历史中心。

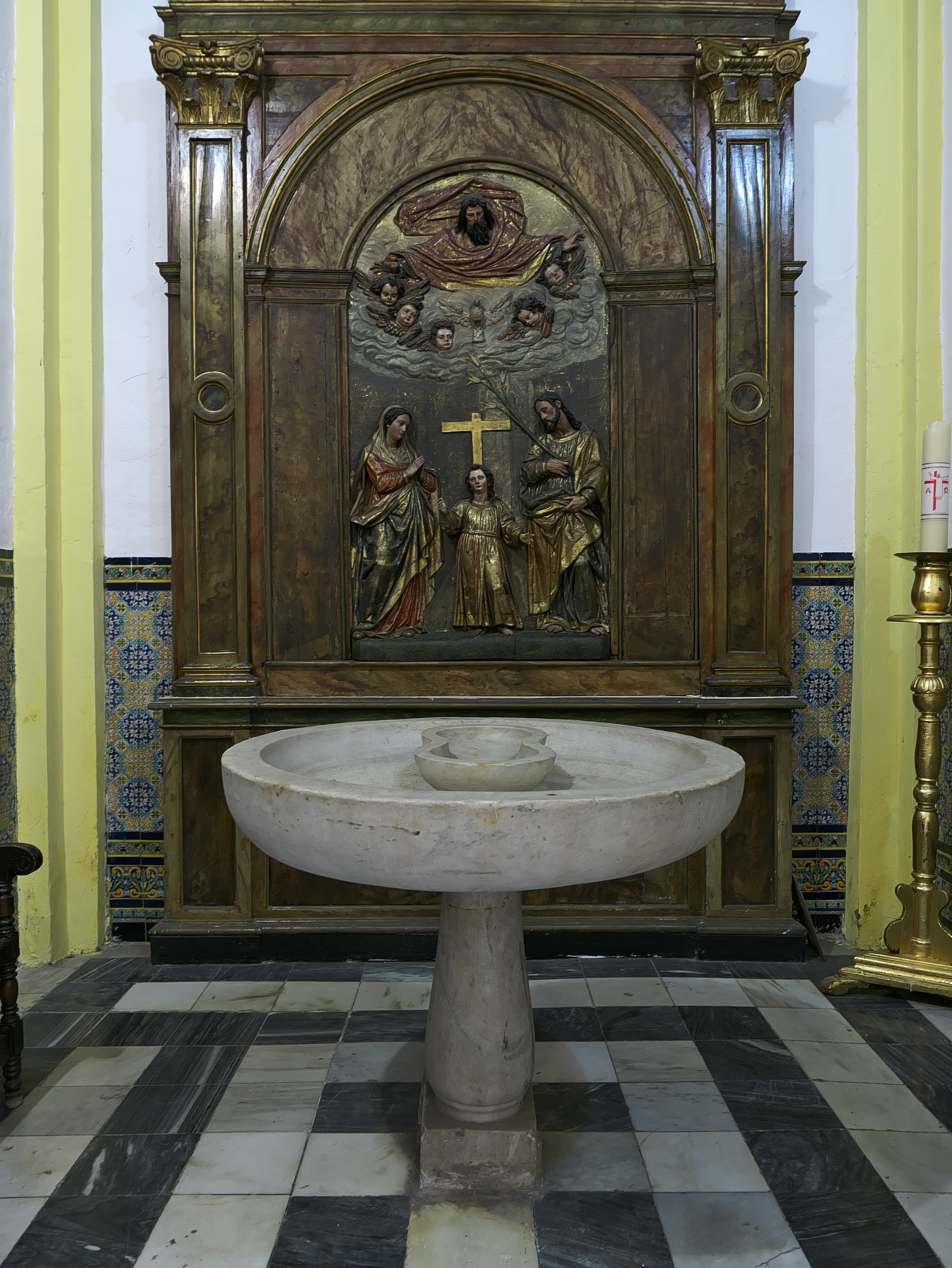
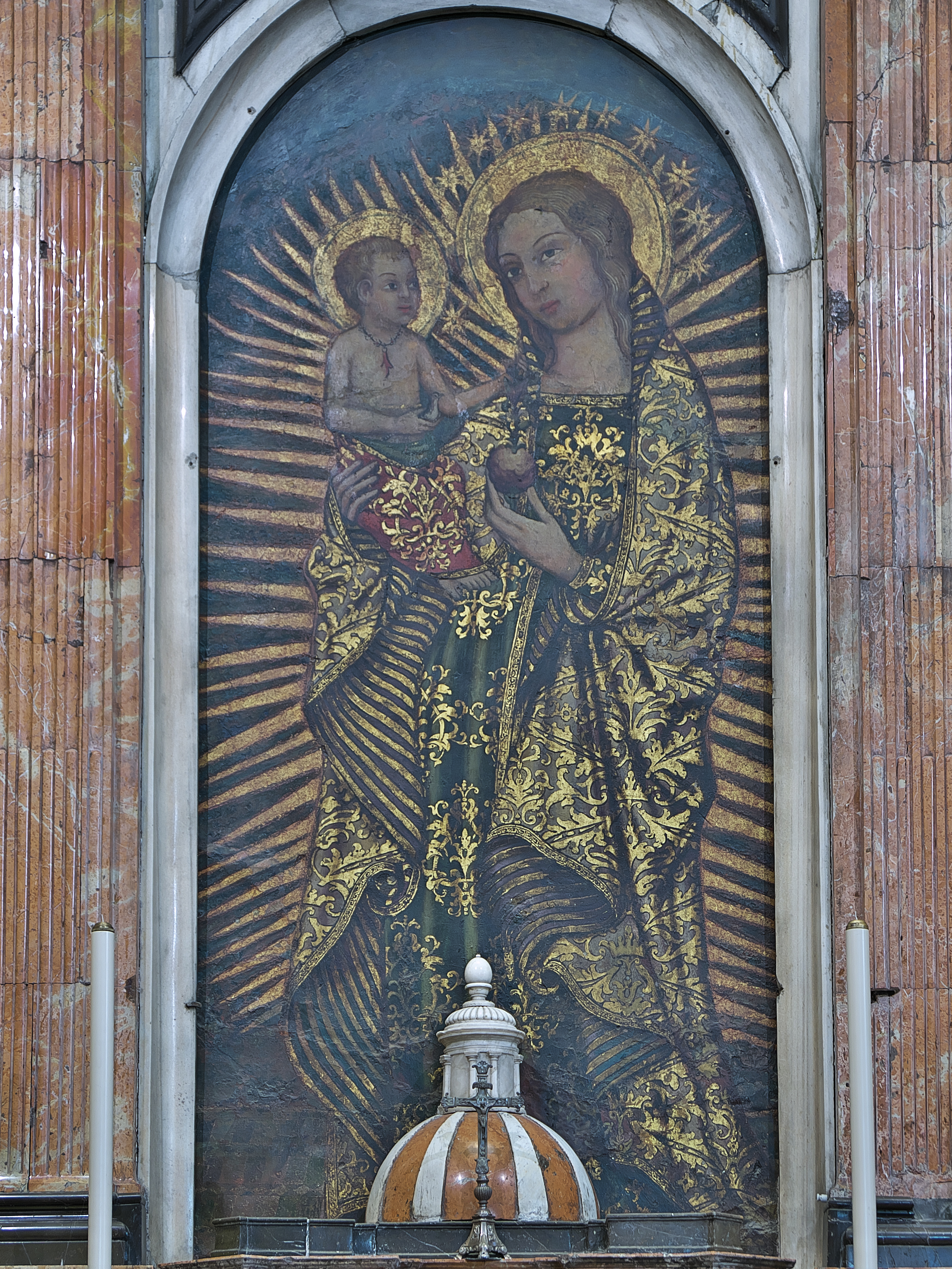